# ایالت لارا
ایالت لارا (به اسپانیایی: Lara) یک ایالت در ونزوئلا است که در ونزوئلا واقع شده‌است.

## خصوصیات
ایالت لارا ۱٬۷۷۴٬۸۶۷ نفر جمعیت دارد.